# Явожно-Ценжковице
Явожно-Ценжковице  (пол. Jaworzno Ciężkowice) — пассажирская и грузовая железнодорожная станция в городе Явожно (расположенная в дзельнице Ценжковице), в Силезском воеводстве Польши. Имеет 1 платформу и 2 пути.
Станция построена в 1847 году на железнодорожной линии Домброва-Гурнича Зомбковице — Явожно-Щакова — Тшебиня — Краков.